# Leonhard Spengel
Leonhard Spengel (fra 1875 von Spengel, født 24. september 1803 i München, død 9. november 1880 sammesteds) var en tysk filolog.
Han blev 1830 gymnasialprofessor i München, 1842 universitetsprofessor i Heidelberg, men vendte 1847 i samme egenskab tilbage til München. Hans arbejder drejede sig væsentlig om de græske retorer og om Aristoteles. Af hans skrifter kan nævnes Συναγωγή τεχνών (1828), udgaver af Anaximenes' Ars rhetorica (1844), Rhetores græci (3 bind, 1853—56), Aristoteles' Ars rhetorica (2 bind, 1867), og af Themistios (2 bind, 1866) samt Aristotelische Studien (4 bind, 1864—68). I det bayerske Akademis afhandlinger findes også adskillige arbejder af ham.